# Histocidaris
Genre
Histocidaris est un genre d'oursins, le seul de la famille des Histocidaridae.

## Description et caractéristiques

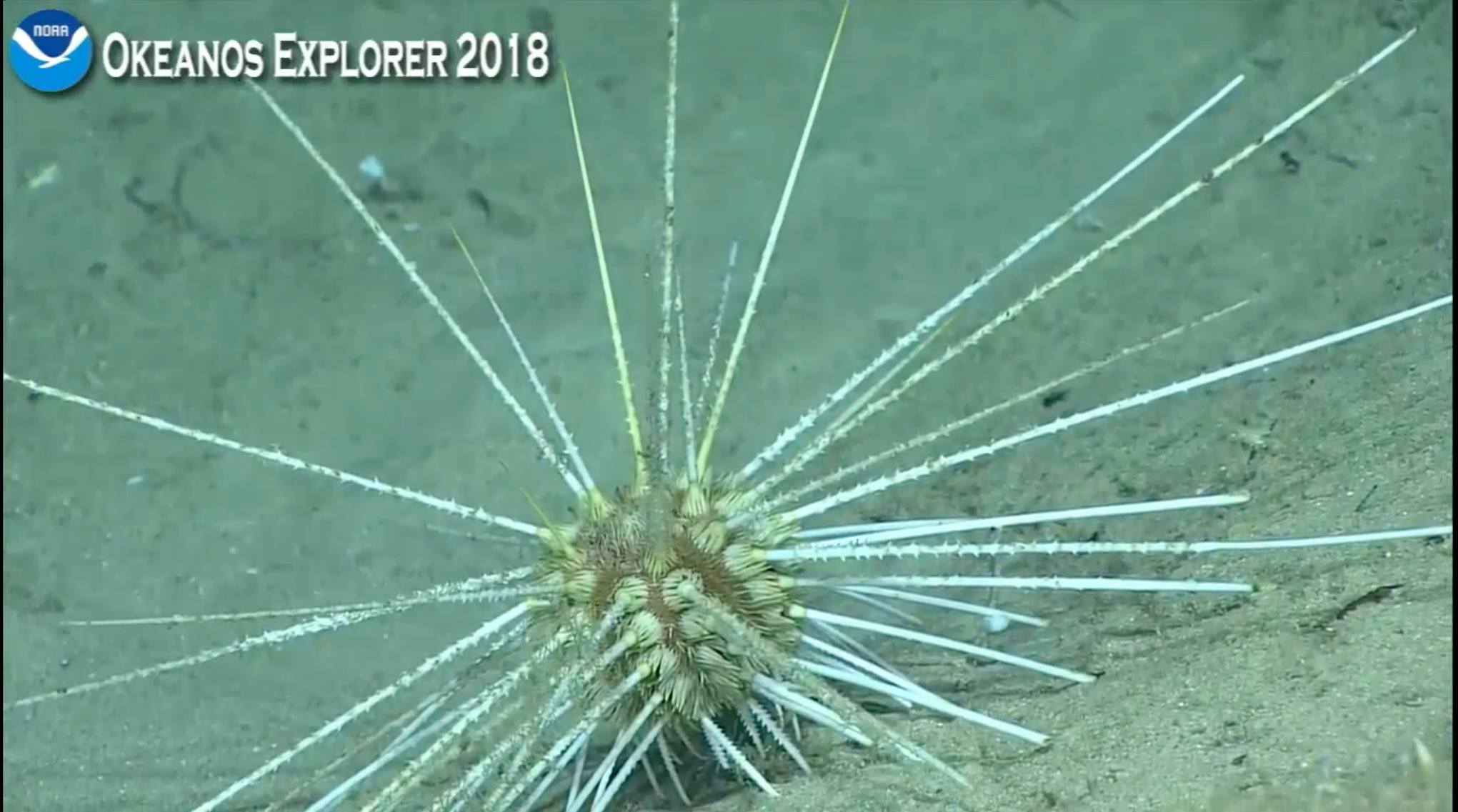
Un Histocidaris cf. nuttingi observé à 327 m de profondeur au large de Porto Rico.

Ce sont des oursins réguliers cidaroïdes : le test (coquille) est arrondi, avec le péristome (bouche) située au centre de la face orale (inférieure) et le périprocte (appareil contenant l'anus et les pores génitaux) à l'opposé, au sommet de la face aborale (supérieure).
Le disque apical comporte des épines éparses autour des pores génitaux, oculaires et périproctaux, mais laissant la majeure partie des plaques génitales nues.
Les colonnes interambulacraires sont composées de six plaques ou plus.

Les tubercules primaires sont perforés et assez fortement crénulés, avec des aréoles peu profondément incisées.

Les anneaux scrobiculaires sont différenciés, et en dehors d'eux la tuberculation est relativement homogène, confinée aux marges adradiales et interradiales.

Les ambulacres sont étroits, avec des plaques simples ; les paires de pores ne sont pas conjuguées.

Le péristome porte des zones ambulacraires bisériées et des plaques interradiales particulières.

Sur la face interne du péristome, chaque plaque ambulacraire porte une sorte de dent dirigée vers l'extérieur.

Les radioles primaires sont longues et cylindriques, et peuvent être lisses ou couvertes d'épines, mais sans poils corticaux. Les radioles adorales sont courte, incurvées et très dentelées. Le col peut parfois être assez long.

Les radioles secondaires sont longues et aplaties.
Cette famille est apparue au Crétacé supérieur (Cénomanien).

## Taxinomie
| Selon World Register of Marine Species (9 janvier 2015) : - Histocidaris acutispina Mortensen, 1927 -- Océan Indien - Histocidaris australiae Mortensen, 1928 -- Australie - Histocidaris carinata Mortensen, 1928 -- Australie - Histocidaris cobosi (A. Agassiz, 1898) -- Galapagos - Histocidaris crassispina Mortensen, 1928 -- Australie - Histocidaris denticulata Koehler, 1927 -- Océan Indien - Histocidaris elegans (A. Agassiz, 1879) -- Indo-Pacifique - Histocidaris formosa Mortensen, 1928 -- îles Kei - Histocidaris geneffensis Lambert, 1932b † - Histocidaris longicollis Hoggett & Rowe, 1986 -- Nouvelle-Calédonie - Histocidaris magnifica Mortensen, 1928 -- Philippines - Histocidaris mckayi Fell, 1954 † -- Nouvelle-Zélande - Histocidaris misakiensis (Yoshiwara, 1898) -- Japon - Histocidaris nuttingi Mortensen, 1926 -- Cuba - Histocidaris oranensis Lambert, 1931c † - Histocidaris purpurata (Thomson, 1872) -- Atlantique nord-est - Histocidaris recurvata Mortensen, 1928 -- îles Kei - Histocidaris sharreri (A. Agassiz, 1880) -- Nevis - Histocidaris variabilis (A. Agassiz & H.L. Clark, 1907) -- Hawaii | L'Echinoid Directory ajoute plusieurs autres espèces fossiles : - Histocidaris cenomanensis (Cotteau, 1855) -- Cenomanien, Europe - Histocidaris mazzetti (Steffanini, 1908) -- Miocène, Italie. |

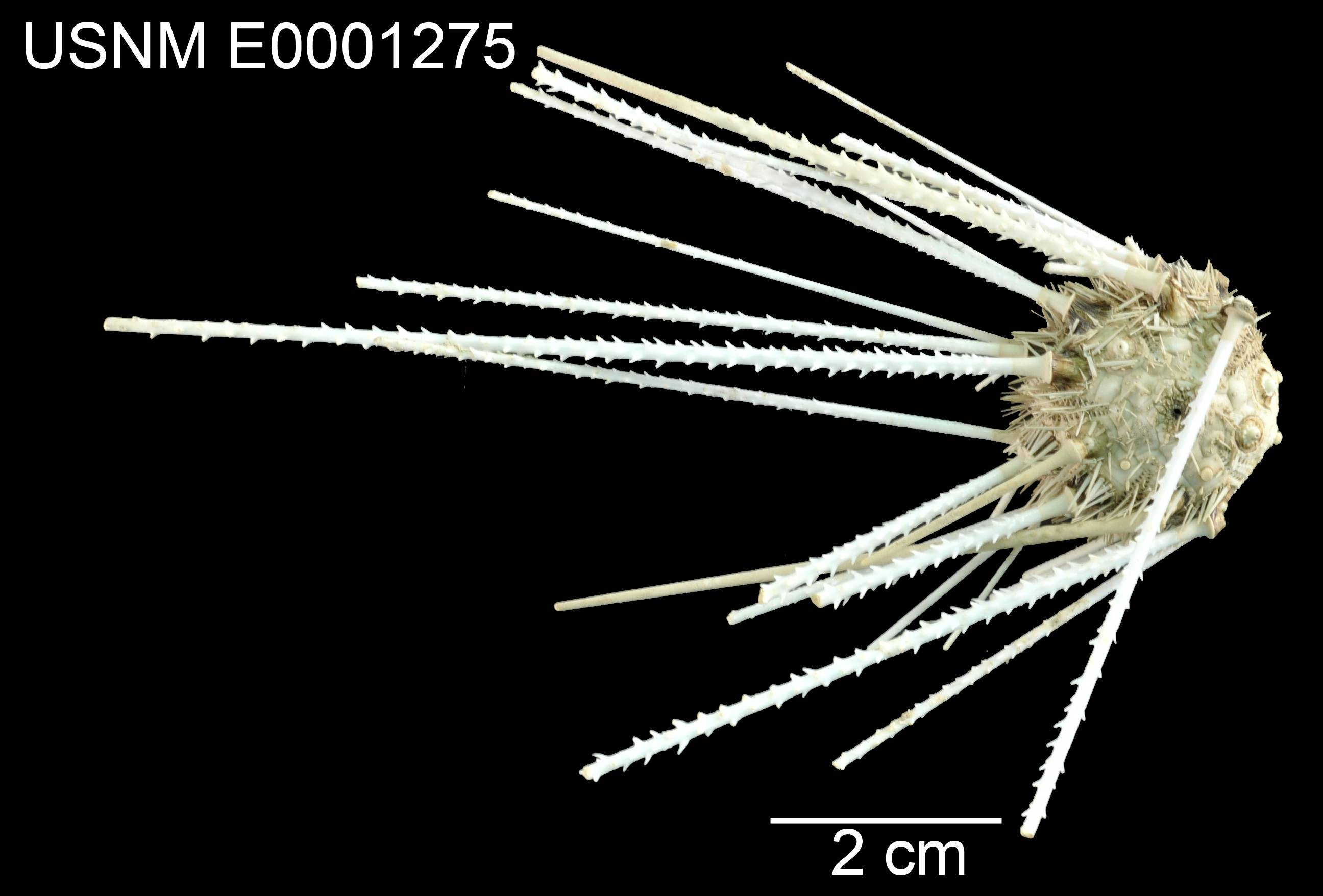
Histocidaris acutispina
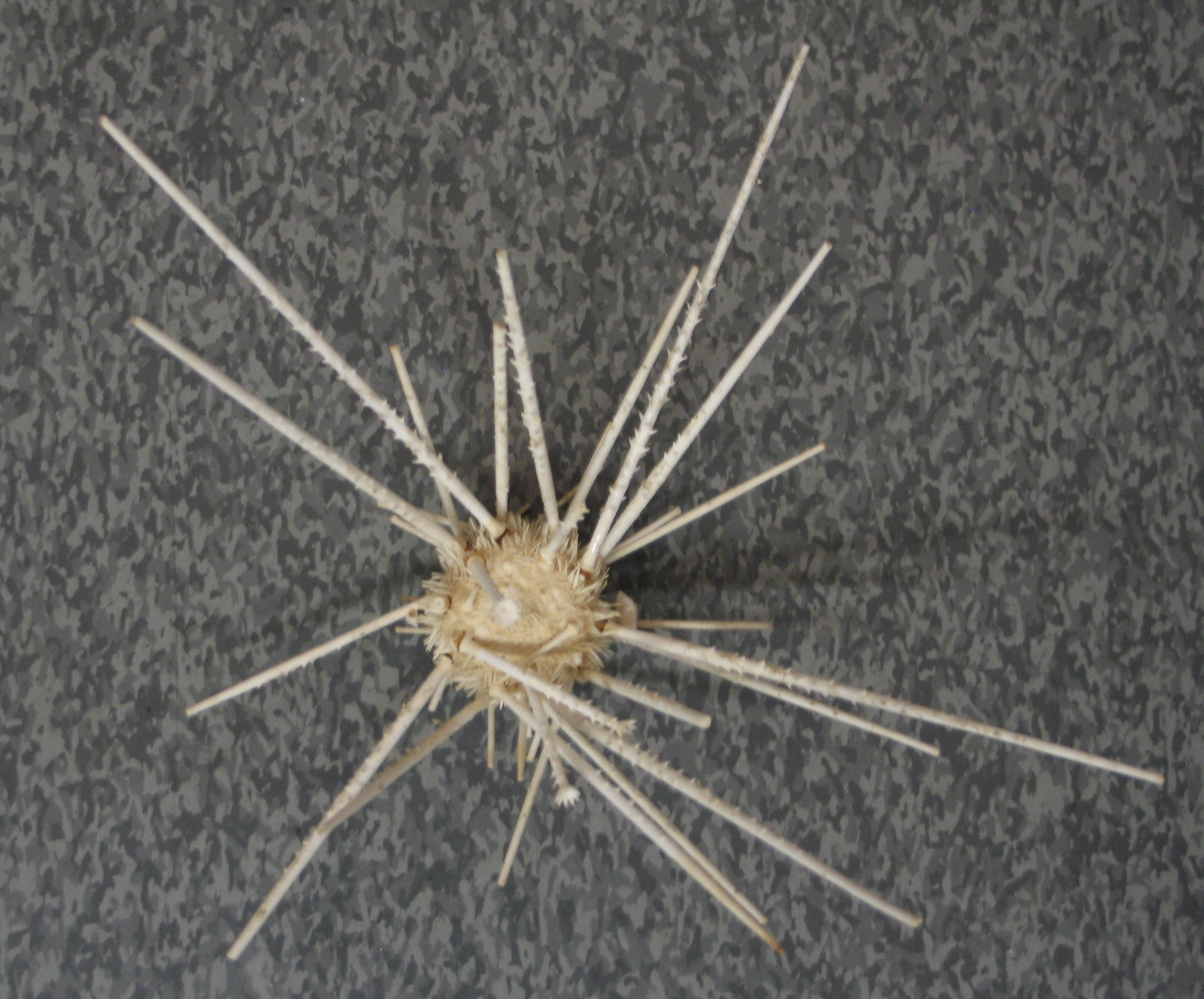
Histocidaris australiae
Histocidaris cobosi
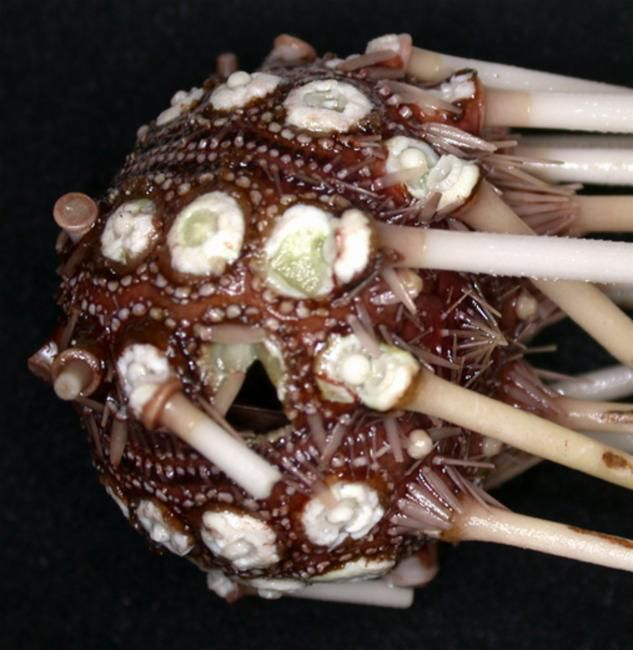
Spécimen préservé et partiellement nettoyé d'Histocidaris elegans
Radioles d'Histocidaris magnifica